# Paphiopedilum petchleungianum
Paphiopedilum petchleungianum är en orkidéart som beskrevs av Olaf Gruss. Paphiopedilum petchleungianum ingår i släktet Paphiopedilum och familjen orkidéer. Inga underarter finns listade i Catalogue of Life.